# Смоквиця (Паг)
Смоквиця (хорв. Smokvica) — населений пункт у Хорватії, в Задарській жупанії у складі міста Паг.

## Населення
Населення за даними перепису 2011 року становило 55 осіб.
Динаміка чисельності населення поселення:

## Клімат
Середня річна температура становить 14,64 °C, середня максимальна – 27,19 °C, а середня мінімальна – 2,61 °C. Середня річна кількість опадів – 941 мм.
| Клімат поселення                              | Клімат поселення | Клімат поселення | Клімат поселення | Клімат поселення | Клімат поселення | Клімат поселення | Клімат поселення | Клімат поселення | Клімат поселення | Клімат поселення | Клімат поселення | Клімат поселення | Клімат поселення |
| Показник                                      | Січ.             | Лют.             | Бер.             | Квіт.            | Трав.            | Черв.            | Лип.             | Серп.            | Вер.             | Жовт.            | Лист.            | Груд.            |                  |
| Середній максимум, °C                         | 10,29            | 10,48            | 13,24            | 16,56            | 21,03            | 24,94            | 27,19            | 27,07            | 22,99            | 18,92            | 13,77            | 10,88            |                  |
| Середня температура, °C                       | 6,43             | 6,64             | 9,39             | 12,73            | 17,19            | 21,11            | 24,07            | 23,97            | 19,88            | 15,79            | 10,65            | 7,75             |                  |
| Середній мінімум, °C                          | 2,61             | 2,79             | 5,57             | 8,88             | 13,36            | 17,28            | 20,95            | 20,84            | 16,75            | 12,68            | 7,53             | 4,65             |                  |
| Норма опадів, мм                              | 77               | 66               | 71               | 75               | 70               | 60               | 36               | 54               | 107              | 116              | 112              | 97               |                  |
| Середньомісячна швидкість вітру, м/с          | 2.89             | 3.00             | 3.18             | 3.00             | 2.62             | 2.46             | 2.49             | 2.39             | 2.58             | 2.70             | 3.28             | 3.15             |                  |
| Середньомісячна сонячна радіація, кДж/м²·день | 4793             | 7502             | 11061            | 15933            | 20312            | 22321            | 24115            | 20847            | 15211            | 9612             | 5237             | 4022             |                  |
| --------------------------------------------- | ---------------- | ---------------- | ---------------- | ---------------- | ---------------- | ---------------- | ---------------- | ---------------- | ---------------- | ---------------- | ---------------- | ---------------- | ---------------- |
| Джерело:                                      |                  |                  |                  |                  |                  |                  |                  |                  |                  |                  |                  |                  |                  |